# 헤타크 가주모프
헤타크 루슬라노비치 가주모프(아제르바이잔어: Xetaq Ruslanoviç Qazyumov, 러시아어: Хе́таг Русла́нович Гозю́мов 헤타크 루슬라노비치 고주모프[*], 오세트어: Гозымты Русланы фырт Хетæг, 1981년 5월 28일~)는 아제르바이잔의 전직 레슬링 선수이다. 러시아 레슬링 국가대표 선수로 활동하다가 2007년에 아제르바이잔으로 귀화했다. 아제르바이잔 국가대표 선수로서 올림픽 자유형 레슬링 헤비급 종목에서 은메달 1개(2016), 동메달 2개(2008, 2012)를 획득했으며 세계 선수권 대회에서 금메달 1개, 은메달 3개, 동메달 1개를 획득했다.

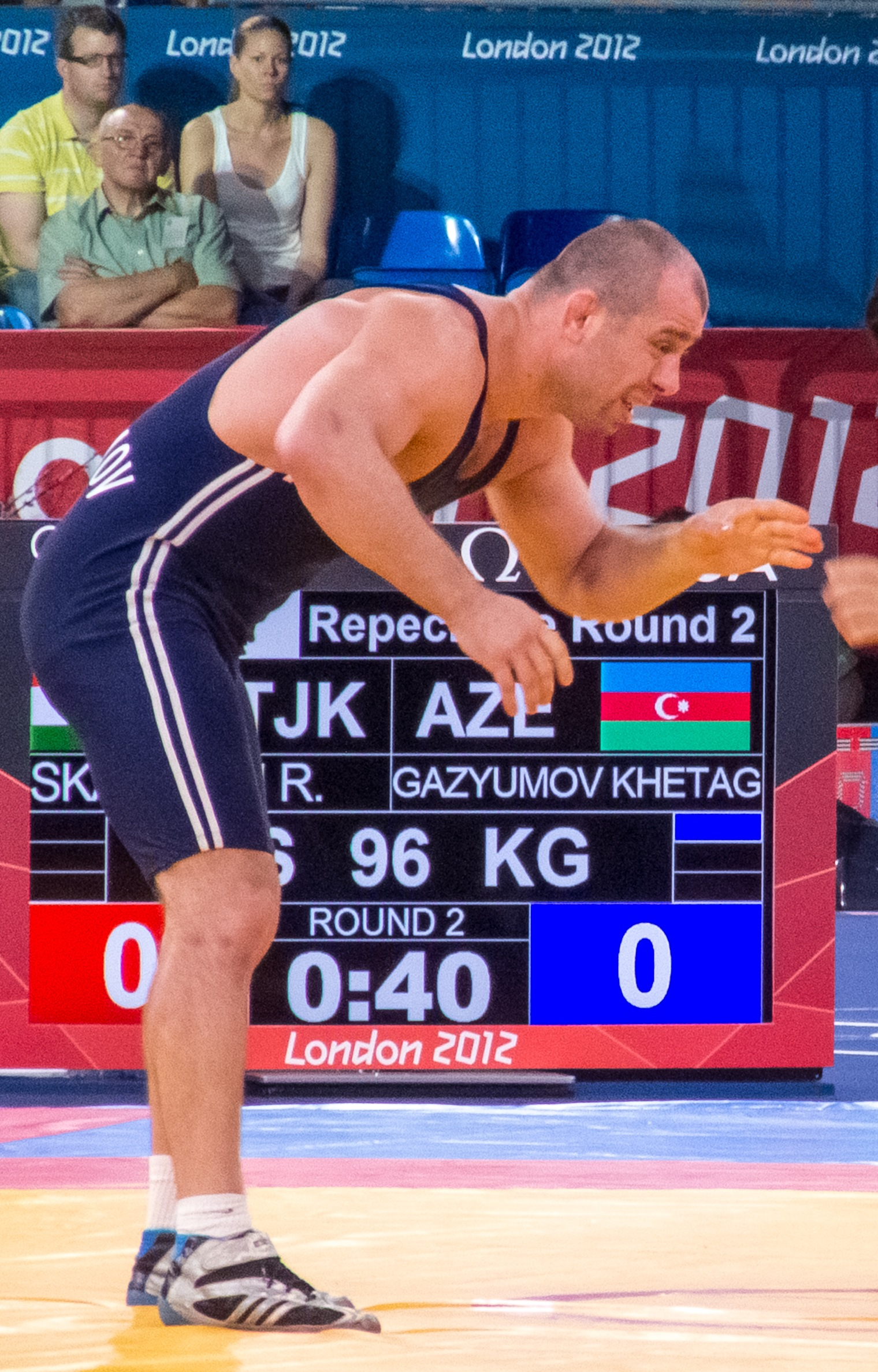
2012년 하계 올림픽 당시의 가주모프

## 올림픽 성적

### 2008년 하계 올림픽남자 레슬링 자유형 -96kg
남자 자유형
| 선수            | 세부 종목 | 예선 (상대 /결과)           | 16강전 (상대 /결과)             | 8강전 (상대 /결과)              | 준결승 (상대 /결과)           | 패자부활전 (상대 /결과) | 패자부활전 (상대 /결과) | 결승/순위 결정전 (상대 /결과) | 최종 순위 |
| 헤타크 가주모프 | -96kg급   | M. 구크만 (POL) · 승 3-0 PO | V. Aka-Akesse (FRA) · 승 3-0 PO | K. 쿠르바노프 (UZB) · 승 3-0 PO | S. 무라도프 (RUS) · 패 1-3 PP | 부전승                  | 부전승                  | G. 티빌로프 (UKR) · 승 3-0 PO | 3         |

### 2012년 하계 올림픽남자 레슬링 자유형 -96kg
남자 자유형
| 선수            | 세부 종목 | 예선 (상대 /결과) | 16강전 (상대 /결과)           | 8강전 (상대 /결과)              | 준결승 (상대 /결과) | 패자부활전 (상대 /결과) | 패자부활전 (상대 /결과)         | 결승/순위 결정전 (상대 /결과) | 최종 순위 |
| 헤타크 가주모프 | -96kg급   | 부전승            | R. 셰이카우 (BLR) · 승 3-0 PO | V. 안드리체우 (UKR) · 패 1-3 PP | 진출 실패           | 부전승                  | R. 이스칸다리 (TJK) · 승 3-1 PP | R. 야즈다니 (IRI) · 승 5-0 VB | 3         |

### 2016년 하계 올림픽남자 레슬링 자유형 -97kg
남자 자유형
| 선수            | 세부 종목 | 예선 (상대 /결과)         | 16강전 (상대 /결과)           | 8강전 (상대 /결과)                | 준결승 (상대 /결과)             | 패자부활전 (상대 /결과) | 패자부활전 (상대 /결과) | 결승/순위 결정전 (상대 /결과) | 최종 순위 |
| 헤타크 가주모프 | -97kg급   | R. 바란 (POL) · 승 3-0 PO | R. 야즈다니 (IRI) · 승 3-1 PP | M. 이브라기모프 (UZB) · 승 3-1 PP | V. 안드리체우 (UKR) · 승 4-0 ST | 부전승                  | 부전승                  | K. 스나이더 (USA) · 패 1-3 PO | 2         |